# Пак Хе Вон
Пак Хе Вон (кор. 박혜원, 朴慧園, англ. Park Hye-won род. 15 августа 1983, г. Сеул) — южнокорейская шорт-трекистка, Двукратная чемпионка мира и чемпионка Олимпийских игр 2002 года в эстафете.

## Биография
Пак Хе Вон, которая училась в 4-м классе начальной школы Хондэ, пошла на ледовый каток Мокдон рядом с её домом, увидела, как подруга брала уроки катания на коньках и сама начала кататься в возрасте 10 лет. Она занималась конькобежным спортом в начальной школе, но когда она поступила в среднюю школу Мокил, то сосредоточилась только на шорт-треке. Зимой 1998 года, когда она училась в третьем классе средней школы, на чемпионате Азии выиграла дистанцию 3000 метров и эстафету. 
В апреле, она заняла 1 место на национальном чемпионате, а в мае была выбрана в национальную команду и осенью произвела фурор, победив китайского аса Ян Ян (A) на дистанции 1500 метров на первом этапе Кубка мира в Нидерландах. Во время 2-го этапа в Венгрии в том же году столкнулась с британской шорт-трекисткой и сломала левое бедро, и на целый год она выбыла из соревновании.
В 1999 году Пак вернулась после травмы и сразу на чемпионате Азии выиграла четыре дистанции на 1000, 1500, 3000 метров и в эстафете. На следующий год Пак выступала на чемпионате мира в Шеффилде и выиграла серебряные медали на дистанции 1500 метров и в эстафете. Через неделю в Гааге на командном чемпионате мира взяла серебро. 
8 апреля 2000 года на национальном чемпионате Пак установила неофициальный мировой рекорд на дистанции 3000 метров с результатом 4:42.15. Этот рекорд и сейчас в Корее остаётся не побитым. На чемпионате мира в Чонджу 2001 года Пак вновь выиграла серебро эстафеты, а после второе место на командном чемпионате мира в Японском Минамимаки.
Пак впервые принимала участие в Олимпийских играх в Солт-Лейк-Сити и участвовала только в эстафете. До этого сборная Кореи дважды становилась Олимпийскими чемпионами, но в том году фаворитами являлись именно Китаянки, чемпионки мира последних 4 лет. В финал вышли ещё и Японки и Канадки. С самого начала Китайская дружина во главе Ян Ян (A) вышли вперёд и лидировали почти всю дистанцию, но за 8 кругов до финиша Корея вышла вперёд. За 2 круга до финиша Чхве Мин Гён удержала Китаянок и финишировала первой, принеся третье золото Корее.
Через месяц Пак с командой впервые выиграли командный чемпионат мира в Милуоки.
После Олимпиады Пак Хе Вон поступила в колледж при женском университете имени Суншина и сосредоточилась на учёбе. Последнее выступление было в 2003 году на зимней Универсиаде в Италии, где она выиграла золото в эстафете и ушла из спорта.